# Ida Falk Winland

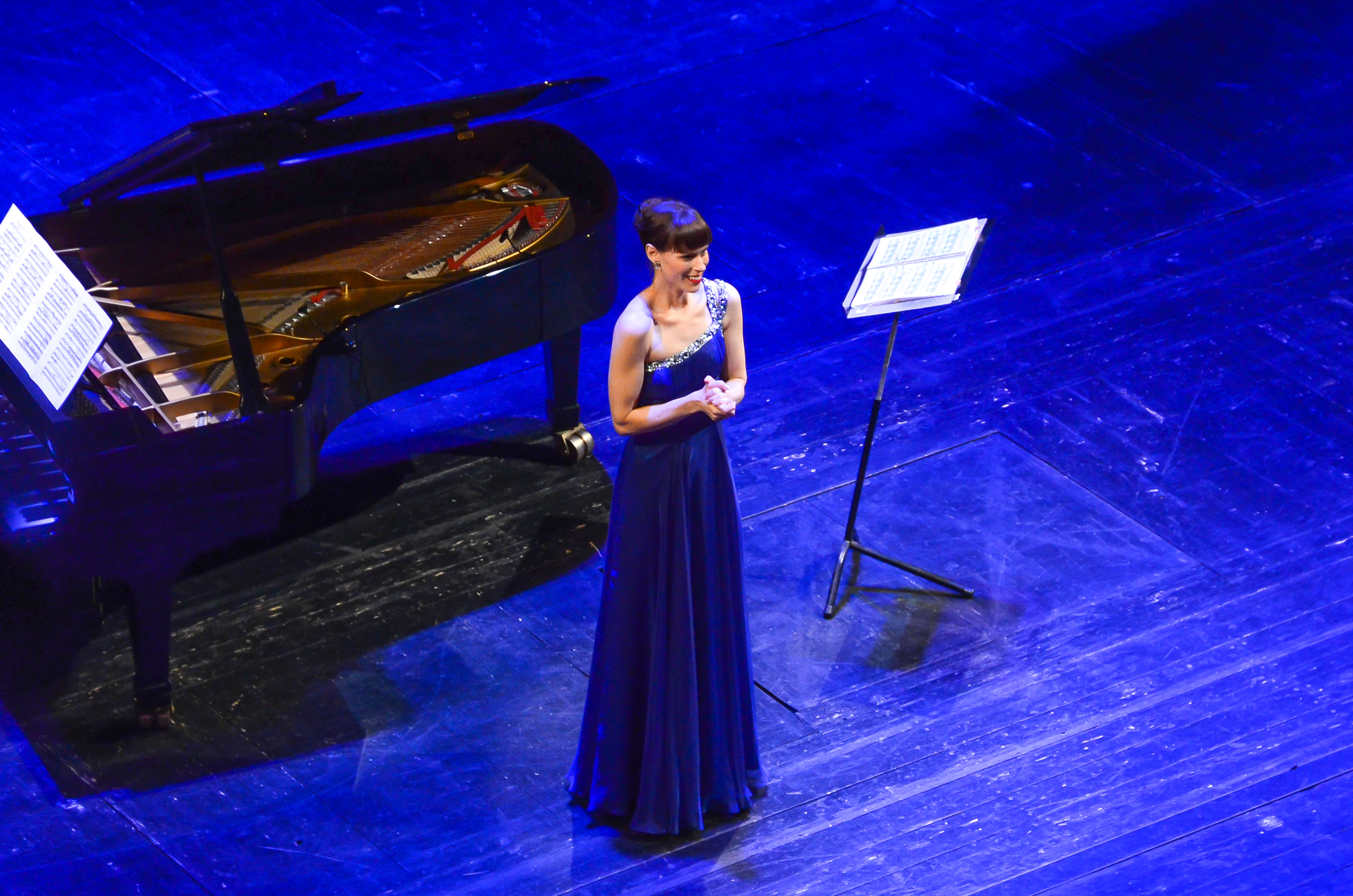
Ida Falk Winland på Kungliga Operan i Stockholm under Kulturnatten 2018.

Ida Christina Ingrid Ulrika Falk Winland, född 23 maj 1982, är en svensk operasångare (sopran). Hon är utbildad vid Royal College of Music och National Opera Studio i London.
Hon har varit knuten till såväl Göteborgsoperan, som Kungliga Operan. Ida Falk Winland debuterade på Glyndebourne Festival i rollen som Daggfen i Hans och Greta  Hon har varit konsertsolist med såväl Kungliga Filharmonikerna som Sveriges Radios Symfoniorkester och Göteborgs Symfoniker och på cd Bachs h-mollmässa (Hyperion Records), Haydns Skapelsen och på en solo-cd med sånger av Copland, Nyström och Richard Strauss. 
Falk Winland har arbetat med dirigenter som Esa-Pekka Salonen, Sakari Oramo, Marc Minkowski, Gustavo Dudamel, Daniel Harding och Valery Gergiev.

## Priser och stipendier
Ida Falk Winland har bland annat tilldelats följande stipendier: 
- Operapriset av Tidskriften OPERA, 2018.[3]
- Hjördis Schymberg-stipendiet, 2019.[4]